# باشگاه فوتبال کیه‌وو ورونا
باشگاه فوتبال کیه‌وو ورونا (به ایتالیایی: A.C. ChievoVerona) باشگاه فوتبال سابق ایتالیایی است که در شهر ورونا قرار داشت.
این باشگاه در سال ۱۹۲۹ تأسیس شده‌است. ورزشگاه خانگی این باشگاه مارک آنتونیو بنتگودی نام دارد که از آن به صورت مشترک با رقیب همشهری یعنی هلاس ورونا بهره می‌بردند. لقب این باشگاه خرهای پرنده بود.
کیه‌وو اولین بار در سال ۲۰۰۱ به سری آ راه پیدا کرد.
تیم فوتبال "کیه وو" نام تیمی از شهر ورونا واقع در شمال ایتالیاست. این شهر را بیشتر با نام تیم اول شهر یعنی "ورونا" می شناسند. ورونا تیم چندان پرافتخاری نیست اما یک بار پنجمی سری A و سه بار قهرمان سری B و سه بار هم قهرمان حذفی شده است. اما هواداران تیم ورونا همواره با تحقیر به تیم "کیه وو" نگاه می کردند و کار به جایی رسید که در دهه های 30 و 40 قرن بیستم به طعنه می گفتند “هرگاه الاغ ها بتوانند پرواز كنند، كيه وو هم قادر خواهد بود در سرى A حضور يابد!”.
این تیم در سال ۲۰۲۱ و پس از منع ثبت‌نام در سری بی ۲۲–۲۰۲۱ به دلیل نداشتن ثبات مالی، منحل شد.

## شماره‌های بایگانی شده
- ۳۰  Jason Mayélé، وینگر، ۲۰۰۱–۲۰۰۲ (پس از مرگ)
- ۳۱  سرجو پلیسیر، فوروارد، ۲۰۰۰–۲۰۱۹ (به پاس قدردانی[۵])

## بازیکنان شاخص
این فهرست شامل بازیکنانی است که سابقه ملی دارند.
- فرانچسکو آچربی
- آمائوری
- دانیل آندرشون
- سیمونه بارونه
- آندره‌آ بارتزالی
- Erjon Bogdani
- الیور بیرهوف
- والتر بیرسا
- Albano Bizzarri
- مایکل بردلی
- ماتئو بریگی
- باستچن کاسار
- برناردو کوررادی
- رینالدو کروزادو
- داریو داینلی
- بوکاری درامه
- مائورو اسپوسیتو
- Marcelo Estigarribia
- Ivan Fatić
- ژلسون فرناندز
- یوآنیس فتفاتزیدیس
- استفانو فیوره
- آلساندرو گامبرینی
- ماسیمو گوبی
- جاناتان ده گوزمن
- Përparim Hetemaj
- بویان یوکیچ
- Radoslav Kirilov
- کامیل کوسوفسکی
- نیکولا لگروتالی
- Christian Manfredini
- Jason Mayélé
- Stephen Makinwa
- جان منسا
- ویکتور اوبینا
- سرجو پلیسیر
- سیمونه په‌په
- سیمونه پروتا
- مائوریسیو پینیا
- جیامپیرو پینزی
- Ivan Radovanović
- فلاویو روما
- Fredrik Risp
- Mamadou Samassa
- نیکوس سپیروپالس
- Samir Ujkani
- Sauli Väisänen
- مارتین والینت
- ماریو یپس

- برای مشاهده تمام بازیکنانی که سابقه بازی در این باشگاه را دارند، رده:بازیکنان باشگاه کیه‌وو ورونا را ببینید.

## مربیان
- Nicola Ciccolo (1974–78)
- Carlo De Angelis (1978–80), (1985–87)
- Gianni Bui (1988–91)
- Carlo De Angelis (1991–93)
- آلبرتو مالسانی (1 Jun 1993–۹۷)
- Silvio Baldini (Jul 1997–98)
- دومنیکو کاسو (1 Jul 1998 – ۱۴ دسامبر ۱۹۹۸)
- لوئیجی دل‌نری (1 Jul 2000 – ۳۰ ژوئن ۲۰۰۴)
- Mario Beretta (۱۵ ژوئن ۲۰۰۴ – ۳۰ ژوئن ۲۰۰۵)
- Maurizio D'Angelo (2005)
- Giuseppe Pillon (1 Jul 2005 – ۱۶ اکتبر ۲۰۰۶)
- لوئیجی دل‌نری (۲۰۰۶–۰۷)
- جوزپه یاکینی (1 Jul 2007 – ۳ نوامبر ۲۰۰۸)
- دومنیکو دی کارلو (۴ نوامبر ۲۰۰۸ – ۲۶ مه ۲۰۱۰)
- استفانو پیولی (۱۰ ژوئن ۲۰۱۰ – ۲ ژوئن ۲۰۱۱)
- دومنیکو دی کارلو (۹ ژوئن ۲۰۱۱ – ۲ اکتبر ۲۰۱۲)
- اوجینیو کورینی (۳ اکتبر ۲۰۱۲ – ۳۰ ژوئن ۲۰۱۳)
- Giuseppe Sannino (1 Jul 2013 – ۱۱ نوامبر ۲۰۱۳)
- اوجینیو کورینی (۱۲ نوامبر ۲۰۱۳ – ۱۹ اکتبر ۲۰۱۴)
- رولاندو ماران (۱۹ اکتبر ۲۰۱۴ – ۲۹ آوریل ۲۰۱۸)
- Lorenzo D'Anna (۲۹ آوریل ۲۰۱۸ – ۹ اکتبر ۲۰۱۸)
- جان‌پیرو ونتورا (۱۰ اکتبر ۲۰۱۸ – ۱۳ نوامبر ۲۰۱۸)
- دومنیکو دی کارلو (۱۳ نوامبر ۲۰۱۸ – ۱ ژوئن ۲۰۱۹)
- Michele Marcolini (4 Jul 2019 – ۱ دسامبر ۲۰۲۰)
- Alfredo Aglietti (۲ دسامبر ۲۰۲۰ – 1 Jul 2021)
- Marco Zaffaroni (2 Jul 2021 – ۴ اوت ۲۰۲۱)

## افتخارات
- سری بی

قهرمان: ۰۸–۲۰۰۷
- سری سی۱

قهرمان: ۹۴–۱۹۹۳ (گروه ای)
- سری سی۲

قهرمان: ۸۹–۱۹۸۸ (گروه بی)
- قهرمانی بین منطقه‌ای

قهرمان: ۸۶–۱۹۸۵ (گروه سی)

## عملکرد در مسابقات اروپایی

### لیگ قهرمانان اروپا
| فصل     | مرحله           | رقیب        | رفت | برگشت | مجموع |
| ------- | --------------- | ----------- | --- | ----- | ----- |
| ۰۷–۲۰۰۶ | دور سوم انتخابی | لفسکی صوفیه | ۲–۲ | ۰–۲   | ۲–۴   |

### جام یوفا
| فصل     | مرحله   | رقیب             | رفت        | برگشت | مجموع |
| ------- | ------- | ---------------- | ---------- | ----- | ----- |
| ۰۳–۲۰۰۲ | دور اول | ستاره سرخ بلگراد | ۰–۲        | ۰–۰   | ۰–۲   |
| ۰۷—۲۰۰۶ | دور اول | براگا            | ۲–۱ (و.ا.) | ۰–۲   | ۲–۳   |